# 1-クロロナフタレン
1-クロロナフタレンは芳香族化合物である。これは、浸漬によって結晶の屈折率を決定するために使用することができる無色の油性液体である。この化合物は、2-クロロナフタレンと異性体の関係がある。

## 合成
1-クロロナフタレンはナフタレンの塩素化によって直接得られ、2つのモノクロロ化異性体化合物に加えてジクロロナフタレンおよびトリクロロナフタレンなどのより高度に置換された誘導体が形成される.

## 効用
この物質は、毒性のある非極性有機塩素化合物で、強力な殺生物剤として使用されることがあり、また、バシリウムとして知られている。それは時折、それがクロルデンと同じ役割を果たしている。輸送コンテナの木製の床に殺虫剤や殺菌剤として機能する。
1-クロロナフタレンは、1970年代まで油脂とDDTのための一般的な溶媒としても使用された。結晶の屈折率を決定するためにも使用される。

## 参照
1. ↑  Oxford MSDS  http://msds.chem.ox.ac.uk/
2. ↑  https://link.springer.com/article/10.1007%2FBF02605462
3. ↑  www.sigmaaldrich.com/catalog/product/sial/25320?lang=en&region=RU